# Макіївський художньо-краєзнавчий музей
Макіївський художньо-краєзнавчий музей — художній і краєзнавчий музей у місті Макіївці Донецької області, єдиний державний музейний заклад у місті; значний культурно-просвітній осередок Макіївки.

## Загальні дані
Макіївський художньо-краєзнавчий музей розташований за адресою: 
вул. Леніна, буд. №51/26, м. Макіївка—86100 (Донецька область, Україна).
Музей відкритий для відвідувачів щоденно, крім неділі з 8.00 до 17.00.

## З історії та сьогодення
Краєзнавчий музей у Макіївці був заснований 20 травня 1958 року на підставі наказу Міністра культури України як філія Донецького обласного краєзнавчого музею. 
За час свого існування музей двічі — у 1968 і 1986 роках перебудовувався, розширювався і поступово зайняв весь будинок. У приміщенні музею був здійснений капітальний ремонт і реконструкція, зокрема, розширення і перепланування експозиційних зал, було виділене окреме приміщення для фондосховища, обладнано зал тимчасових виставок.
Вже за незалежності України 2 січня 1995 року Макіївська філія Донецького обласного краєзнавчого музею була реорганізована у самостійний міський художньо-краєзнавчий музей. 
У теперішній час (кінець 2000-х років) Макіївський художньо-краєзнавчий музей є провідним багатопрофільним закладом культури, що пропонує:
- тематичні і оглядові екскурсії по експозиціях і виставках;
- лекції з історії міста Макіївки від давнини і до сучасності;
- лекції з природознавчих і природоохоронних питань;
- уроки з історії, краєзнавства, природознавства, естетики;
- урочисті заходи до історичних і пам'ятних дат.

## Фонди, експозиція, діяльність
Фондове зібрання Макіївського художньо-краєзнавчого музею нараховує понад 30 тисяч музейних предметів. 
Гордістю музею є його етнографічна колекція, до складу якої входять українська народна землеробська техніка, знаряддя праці і вироби місцевих ремісників, меблі, дерев'яний і керамічний посуд, український народний одяг багато оздоблений вишивкою і аплікацією, орнаментовані рушники і килими.
До найвагоміших зібрань музею належить нумізматична колекція, яка нараховує близько 3 тисяч предметів і датується 1600-2000 роками. У її складі є рідкісний експонат, так звані «місцеві гроші» — бон для тимчасового користування у Макіївському районі у 1918 році. 
Найдавніший період в історії міста висвітлюється на основі численних геологічних і археологічних колекцій музею. Так, геологічні колекції розкривають на прикладі Макіївки поетапну історію розвитку Землі і життя на Землі. Археологічні ж пам'ятки продовжують розповідь про походження людини, становлення її як біологічного виду, висвітлюють історію міста у стародавні часи та епоху раннього Середньовіччя. В експозиції представлені найдавніші в Україні знаряддя праці, виготовлені 150-160 тисяч років тому: ашельське рубило і гостроконечник неандертальської доби — пам'ятки загальноєвропейського значення; матеріали розкопок стародавніх поселень і курганів бронзової доби, скіфо-сарматської і половецької доби та часів панування у наших степах Золотої Орди.
Особливе значення мають справжні предмети епохи, які з документальною точністю відображають умови праці і побуту городян, інтер'єри робочого та купецького житла, швейної майстерні, торговельної лавки, фотоательє та інші. 
Один із експозиційних комплексів музею присвячений засновнику вітчизняного кінематографу та розвитку кінопрокату у місті, уродженцю Макіївки О. О. Ханжонкову. Привертають увагу відвідувачів кінопроєктор з першого Макіївського сінематографу «Солей», афіші та реклами кінофільмів. 
З-поміж раритетних писемних джерел у музейному зібранні — «Триодь цветная», видана у Московській книгодрукарні в 1648 році.
Експозиція природничої зали Макіївського художньо-краєзнавчого музею розповідає про фізико-географічне положення міста Макіївки, його клімат і фенологію, водні ресурси, рослинний та тваринний світ, рельєф, ґрунти, корисні копалини. Кожний розділ експозиції завершується темою, що висвітлює стан екології та охорону довкілля в умовах великого промислового міста Макіївки. Експозиція побудована на основі натурних експонатів. Особливо приваблюють глядачів колекції комах, птахів, гербарії рослин, опудала тварин, серед яких є ті, що занесені у Червону Книгу Донбасу. 
Важливий аспект діяльності музею — широка науково-просвітня робота, форми і методи якої досить різноманітні: екскурсії, лекції, бесіди «за круглим столом», творчі зустрічі, тематичні вечори, вікторини, усні журнали, музейні свята тощо. Особлива увага приділяється музейній педагогіці. Великою популярністю серед жителів міста користуються літературно-музичні вечори, творчі зустрічі з поетами, художниками, музикантами, що регулярно проводяться у Великому виставковому залі музею.